# Земляничное дерево красное
Земляничное дерево красное, или Земляничное дерево греческое, или Земляничник греческий, или Земляничник мелкоплодный (лат. Arbutus andrachne) — вечнозелёные деревья, вид рода Земляничное дерево (Arbutus) семейства Вересковые (Ericaceae).

## Распространение и экология
В природе ареал вида охватывает Восточное Средиземноморье, побережье Чёрного моря, Малую Азию и Закавказье.
Произрастает на прибрежных сухих известковых и шиферных скалах, поднимаясь до высоты 200—300 м над уровнем моря.
Засухоустойчиво; при сильной засухе сбрасывает листья. Ценно для разведения на сухих, особенно щёлочных почвах.

## Биологическое описание
Дерево высотой 5 (до 12) м, со стволом 20 см в диаметре и коленчато-изогнутыми ветвями. Кора гладкая, красная, тонкая, в июне отслаивающаяся лоскутами (отсюда народное название Бесстыдница), обнажая молодую, зелёную кору, которая позднее становится жёлтой, а к концу лета — кораллово-красной. Молодые побеги голые.
Листья зимующие, кожистые, яйцевидные, продолговато-яйцевидные или продолговато-эллиптические, на верхушке тупые или реже заострённые, длиной 3—10 см, шириной 1—6 см, с ширококлиновидным или закруглённым основанием, цельнокрайные, реже по краю мелкозубчатые, сверху тёмно-зелёные, снизу сизоватые, на черешках длиной 1—4 см.
Соцветия — верхушечные, железисто-пушистые метёлки или кисти длиной до 10 см, сидящие в пазухах чешуйчатых прицветников. Цветки на коротких цветоножках 2—5 мм; чашечка с пятью округло-яйцевидными чашелистиками; венчик белый или желтоватый, яйцевидный, длиной 4,5 мм, с короткими зубцами.
Плоды — ягодовидные, многосемянные костянки, в диаметре 1—1.5 см, многочисленные, шаровидные, оранжевые или буро-оранжевые, сетчато морщинистые
Цветёт, в зависимости от места обитания, с декабря по май. Плодоносит в июне.
Два дерева по оценке учёных в окрестностях Гаспры и на вершине Ай-Никола имеют возраст 1000 лет. Охват ствола этих деревьев около четырёх метров.
|                                                                                        |  |  |  |  |
| Слева направо: Ствол с отслоившейся корой. Листья. Цветки. Зелёные плоды. Зрелые плоды |  |  |  |  |

## Значение и применение
В культуре с 1724 года. В России (в Крыму) с 1813 года. На западе южного берега Крыма распространился до урочища Аязьма (к западу от мыса Ая). Местное название «кизыл-агач», то есть красное дерево.
Древесина этого вида очень красивого беловатого цвета с буроватым оттенком, твёрдая, плотная, годная для поделок.
Листья идут для дубления.
Медонос.

## Таксономия
Arbutus andrachne L. Sp. Pl. ed. 2, 566. 1762.

### Синонимы
- Andrachne frutescens Ehret
- Arbutus andrachne var. angutiserrata H.Lindb.
- Arbutus idaea Gand.
- Arbutus integrifolia Lam.
- Arbutus integrifolia Sieber ex Klotzsch
- Arbutus lucida Steud.
- Arbutus serratifolia Lodd.
- Arbutus sieberi Klotzsch